# Jamie Cook
Jamie Cook (født 8. juli 1985) er guitarist i bandet Arctic Monkeys. 